# 중위 표기법

중위 표기법(中位表記法, 영어: infix notation)은 산술 및 논리학 공식과 문장에서 일반적으로 사용되는 표기법이다. 연산자를 피연산자 사이에 배치하는 것이 특징이며, 이 위치에 있는 연산자를 "중위 연산자"라고 한다. 예를 들어 2 + 2에서의 더하기 기호가 중위 연산자에 해당한다.

## 사용법
이항 관계는 종종 중위 기호로 표시되는데, 예를 들어 집합 A가 원소 a를 포함할 때 집합 소속을 나타내는 a ∈ A와 같은 방식이다. 기하학에서 수직인 직선 a와 b는 {\displaystyle a\perp b}로 표기하며, 사영기하학에서 두 점 b와 c가 원근법적으로 위치할 때는 {\displaystyle b\ \doublebarwedge \ c}로, 사영성으로 연결될 때는 {\displaystyle b\ \barwedge \ c}로 표기한다.
중위 표기법은 전위 표기법(예: + 2 2)이나 후위 표기법(예: 2 2 +)에 비해 컴퓨터가 구문 분석하기에 더 어렵다. 그러나 많은 프로그래밍 언어들이 친숙성 때문에 이를 사용한다. 중위 표기법은 산술에서 더 많이 사용되며, 예를 들어 5 × 6과 같은 형태로 나타난다.

## 추가 표기법
중위 표기법은 함수 표기법과도 구분될 수 있다. 함수 표기법에서는 함수의 이름이 특정 연산을 나타내고, 그 인수들이 피연산자가 된다. 이러한 함수 표기법의 예로는 S(1, 3)가 있으며, 여기서 함수 S는 덧셈("합")을 나타낸다. S(1, 3) = 1 + 3 = 4

## 연산 순서
중위 표기법에서는 전위나 후위 표기법과 달리, 피연산자와 연산자 그룹을 둘러싼 괄호가 연산이 수행되어야 할 의도된 순서를 나타내기 위해 필요하다. 괄호가 없는 경우, 특정 우선순위 규칙이 연산 순서를 결정한다.

## 같이 보기
- 트리 순회: 중위(중순위)는 트리 순회 순서이기도 하다. 이에 대해서는 해당 문서에서 더 자세히 설명되어 있다.
- 계산기 입력 방식: 휴대용 계산기에서 사용되는 표기법들의 비교
- 후위 표기법, 역폴란드 표기법이라고도 함
- 전위 표기법, 폴란드 표기법이라고도 함
- 차량기지 알고리즘, 중위 표기법을 후위 표기법이나 트리로 변환하는 데 사용됨
- 연산자 (프로그래밍)
- 주어-동사-목적어